# تويت (أغنية)
Twit "(بالكورية: 멍청이 ؛ تتُرجم حرفياً أبله) هي أغنية فردية منفردة للمغنية الكورية الجنوبية هواسا. تم إصدارها في 13 فبراير 2019 من قبل RBW. تمت كتابتها بواسطة هواسا و كيم دو-هون و هوانغ سونغ-جين، الذين هم أيضًا منتجو الأغنية. حظى الفيديو الموسيقي للأغنية على اليوتيوب حاليًا بأكثر من 70 مليون مشاهدة، مما يجعله ثالث أكثر فيديو موسيقى شعبية لفنانة انثى منفرد في عام 2019، كما ان الأغنية تصدرت المخططات فور إصداراها.

## الجوائز والترشيحات

### جوائز و ترشيحات
| السنة | الجائزة                   | الفئة                | النتيجة | Ref.  |
| ----- | ------------------------- | -------------------- | ------- | ----- |
| 2020  | حفل توزيع جوائز مخطط غاون | أغنية العام - فبراير | فوز     | [ 1 ] |

### جوائز البرامج الموسيقية
| البرنامج          | التاريخ      | Ref.  |
| ----------------- | ------------ | ----- |
| شوو! أوماك جونشيم | 2 مارس 2019  | [ 2 ] |
| شوو! أوماك جونشيم | 16 مارس 2019 | [ 3 ] |